# Tour de France Soundtracks
Tour de France Soundtracks ist das bisher letzte Kraftwerk-Album aus dem Jahr 2003. Die im Rahmen des Projekts Der Katalog im Jahr 2009 erschienene klangtechnisch überarbeitete Fassung trägt nur noch den Titel Tour de France unter Auslassung des vorherigen Zusatzes Soundtracks.

Tour de France Soundtracks ist das letzte Kraftwerk-Album mit Gründungsmitglied Florian Schneider, der die Gruppe 2009 verließ.

## Aufnahme

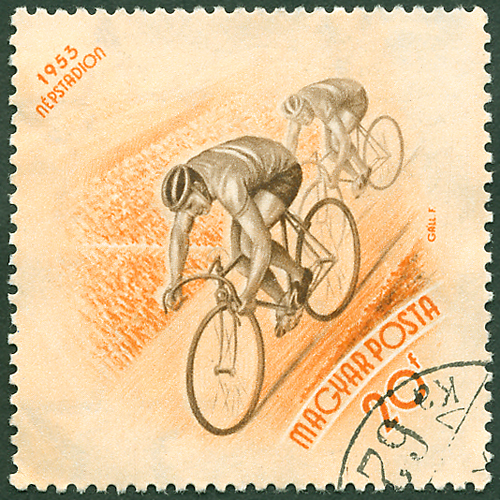
Das Cover ähnelt dieser ungarischen Briefmarke aus dem Jahr 1953.

Bereits 1983 (zum 80. Geburtstag des Tour de France Radrennens) veröffentlichten Kraftwerk eine Single namens Tour de France (die 1999 wiederveröffentlicht wurde). Kraftwerk-Gründer Ralf Hütter wie auch das damalige Mitglied Karl Bartos sind selbst begeisterte Radsportler. Diese Single nahm bereits das Cover des späteren Albums vorweg, das sich nur in Details vom Single-Cover unterschied.
Eine Neuaufnahme der 1983er Single Tour de France schließt das Album Tour de France Soundtracks ab, das zum 100-jährigen Bestehen der Tour de France aufgenommen wurde. Der Erscheinungstermin Anfang August 2003 lag letztlich jedoch nach dem Ende der 2003er Tour, deren letzte Etappe am 27. Juli gefahren wurde. Tour de France Soundtracks war zum Zeitpunkt der Veröffentlichung das erste Kraftwerk-Album mit neuem Material seit fast 17 Jahren – das Vorgängeralbum Electric Café (alias Techno Pop) erschien im Dezember 1986, während The Mix (1991) lediglich Neuinterpretationen alter Kraftwerk-Stücke umfasste.
Im Gegensatz zu vielen anderen Kraftwerk-Alben erschien Tour de France nicht in unterschiedlichen Sprachversionen. Die Texte des Albums sind auf Deutsch, Englisch und Französisch verfasst und stammen von Ralf Hütter und Maxime Schmitt. Schmitt war zuvor Manager für Capitol Records bei Pathé-Marconi (zu EMI gehörig und in Frankreich für den Vertrieb der Kraftwerk-Alben zuständig) und gehört seit Mitte der 1970er zum Umfeld der Gruppe.
Das Album wurde im damals noch in Düsseldorf befindlichen Kling-Klang-Studio aufgenommen, wobei die Gruppe aus Ralf Hütter, Florian Schneider, Fritz Hilpert und Henning Schmitz bestand. Tour de France Soundtracks war das letzte Kraftwerk-Album mit Beiträgen von Schneider, der die Band im Jahr 2009 verließ.
Das Album ist Kraftwerks erstes und bisher einziges Nummer-1-Album in Deutschland.

## Rezeption
Tour de France Soundtracks erhielt solide, wenn auch nicht herausragende Kritiken. AllMusic gab dem Album vier von fünf, Pitchfork Media sieben von zehn und der Rolling Stone drei von fünf Punkten.

## Titelliste
1. Prologue – 0:31 (Hütter, Schneider, Hilpert)
2. Tour de France Étape 1 – 4:27 (Hütter, Schneider, Hilpert, Schmitt)
3. Tour de France Étape 2 – 6:41 (Hütter, Schneider, Hilpert, Schmitt)
4. Tour de France Étape 3 – 3:56 (Hütter, Schneider, Hilpert, Schmitt)
5. Chrono – 3:19 (Hütter, Schneider, Hilpert, Schmitt)
6. Vitamin – 8:09 (Hütter, Hilpert)
7. Aéro Dynamik – 5:04 (Hütter, Schneider, Hilpert, Schmitt)
8. Titanium – 3:21 (Hütter, Schneider, Hilpert, Schmitt)
9. Elektro Kardiogramm – 5:16 (Hütter, Hilpert)
10. La Forme – 8:41 (Hütter, Schmitt)
11. Régéneration – 1:16 (Hütter, Schmitt)
12. Tour de France – 5:12 (Hütter, Schneider, Schmitt, Bartos)